# Псевдаилурус
Псевдаилурус (лат. Pseudaelurus, от др.-греч. ψευδής αἴλουρος — ложная кошка) — обширный род вымерших кошачьих. Обитали в Европе, Азии и в Северной Америке в миоцене, 20—8 миллионов лет назад. Предки всех современных больших (Pantherinae) и малых (Felinae) кошек, а также вымерших саблезубых (Machairodontinae) кошек. Сами псевдаилурусы происходят, вероятно, от проаилуруса.
Первоначально появились в Евразии. Позже, около 18,5 млн лет назад, стали первыми кошачьими, заселившими Северную Америку. Этим событием закончился «кошачий пробел» — промежуток времени около 7 млн лет, когда в Северной Америке отсутствовали кошкоподобные хищники.
Псевдаилурусы характеризуются стройным телосложением и относительно короткими лапами, что свидетельствует об их способности хорошо лазать по деревьям.